# Albert de Lovaina
Albert de Lovaina també anomenat Albert de Lieja (Lovaina, ca. 1166 i - Reims, 1192) fou príncep-bisbe del Principat de Lieja. Era el fill de Godofreu III, comte de Lovaina i duc de la Baixa Lorena. Son germà gran Enric era duc de Brabant i de Baixa Lorena.
Quan fou elegit príncep-bisbe de Lieja pel capítol de Catedral de Sant Lambert i nomenat pel papa Celestí III, va encontrar l'oposició del comte d'Hainaut Balduí V que junts amb l'emperador del Sacre Imperi Romanogermànic Enric VI volien nomenar Lotari d'Hochstaden. Com la situació a Lieja era incerta, va estar-se a Reims, on fou consagrat a la Catedral. El 24 de novembre va ser assassinat. Segons certes fonts, Lotari d'Hochstaden hauria participat en l'organització de l'assassinat d'Albert de Lovaina i el papa va anatematitzar-lo.
L'església catòlica el considera com a màrtir. A la demanda d'Albert VII d'Àustria va ser declarat sant el 1613. El seu dies natalis és el 24 de novembre a Bèlgica i el 21 de novembre enjondre. Relíquies seves ja van ser enviats des de Reims cap al monestir dels carmelites a Brussel·les el 1612, com que Albert d'Àustria volia honorar el seu homònim. El 1822, una part de les relíquies van cedir-se a la catedral de Lieja.
El 1920 es van fer excavacions a la catedral de Reims, en preparació la restauració dels danys pels bombejos de la Primera Guerra Mundial i es van descobrir uns sepulcres dels quals un va ser identificat com el d'Albert de Lovaina. Va adverar-se que les relíquies de Brussel·les eren d'Odalric. El 1922, el bisbe de Reims va cedir les suposades restes veritables d'Albert a Bèlgica.
 